# محمد عشماوي
محمد حمدان عشماوي (و.) رئيس مجلس إدارة المصرف المتحد المصري United Bank of Egypt، ثالث أكبر بنك تجاري في مصر. البنك نشأ في 30 يونيو 2006 نتيجة دمج ثلاثة بنوك هي بنك النيل والبنك المصري التجاري المتحد والمصرف الإسلامي للتنمية بعد قرار الحكومة المصرية بزيادة رأس مال المدفوع للبنوك العاملة إلى مليار جنيه مصري ومنح المصرف وديعة صفرية العائد قيمتها 3 مليارات جنيه لمدة ثلاث سنوات.
وقد كان محمد عشماوي نائب رئيس مجلس إدارة البنك التجاري الدولي CIB سابقاً في الفترة من 1994 حتى 2006.
وبالإضافة لنضاطه المصرفي فهو عضو مجلس إدارة نادي الزمالك منذ 2006 بعد إقالة مرتضى منصور.

## وصلات خارجية
- خبر تعيينه في أخبار اليوم
- خبر تعيينه في نادي الزمالك